# Capuronia madagascariensis
Capuronia madagascariensis är en fackelblomsväxtart som beskrevs av Alicia Lourteig. Capuronia madagascariensis ingår i släktet Capuronia och familjen fackelblomsväxter. Inga underarter finns listade i Catalogue of Life.